# 韦克桑地区加马什
韦克桑地区加马什（法語：Gamaches-en-Vexin，法語發音：[ɡamaʃ ɑ̃ vɛksɛ̃]）是法国厄尔省的一个市镇，属于莱桑德利区。

## 地理
韦克桑地区加马什（49°16'12"N, 1°36'59"E）面积8.68 平方千米，位于法国诺曼底大区厄尔省，该省份为法国北部内陆省份，北起滨海塞纳省，西接奧恩省和卡爾瓦多斯省，南至厄尔-卢瓦省，东临瓦兹省、瓦兹河谷省和伊夫林省。
与韦克桑地区加马什接壤的市镇（或旧市镇、城区）包括：绍万库尔-普罗沃蒙、圣玛丽-德瓦蒂梅尼勒、韦克桑地区维莱、韦利。

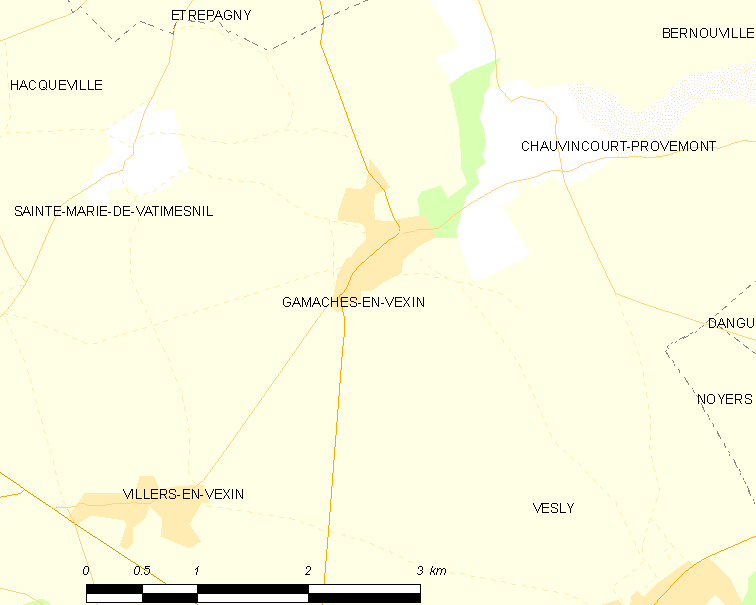
韦克桑地区加马什的OSM定位图

韦克桑地区加马什的时区为UTC+01:00、UTC+02:00（夏令时）。

## 行政
韦克桑地区加马什的邮政编码为27150，INSEE市镇编码为27276。

## 政治
韦克桑地区加马什所属的省级选区为日索尔县。

## 人口

1962-2008年间韦克桑地区加马什人口变化图示

韦克桑地区加马什于2022年1月1日时的人口数量为290人。